# Austevoll
Austevoll est une commune du comté de Vestland, en Norvège. Elle est composée de plusieurs îles situées au sud-ouest de Bergen.
La commune comptait 4 391 habitants au 1er janvier 2006.

## Le nom
La commune tire son nom de la ferme Austevoll, car c'est là que se trouvait le site de la première église. Austevoll vient de austr (est) et völlr (pré).
Jusqu'en 1889 le nom s'écrivait « Østervold », ensuite « Austevold » entre 1889 et 1917, et enfin « Austevoll » à partir de 1918.

## Géographie
Austevoll est constitué de 667 îles situées au large de la côte ouest de la Norvège. La commune a une superficie terrestre de 114 km2 et compte 337 km de côtes. Le point le plus haut est le mont Loddo, qui culmine à 244 mètres au-dessus du niveau de la mer.

### Îles principales
- Huftarøy
- Selbjørn
- Hundvåkøy
- Stolmen
- Storekalsøy

### Communes voisines
Au nord et au nord-est d'Austevoll se trouvent les communes de Sund, Bergen et Os. La commune de Tysnes se trouve à l'est, et les communes de Fitjar et Bømlo sont situées au sud. À l'ouest d'Austevoll s'étend la mer du Nord.

## Démographie
Sur l'ensemble des 667 îles que compte Austevoll, seules huit sont peuplées durant toute l'année. 29 % des habitants vivent dans des régions densément peuplées. 28 % des habitants ont moins de 17 ans, ce qui représente 4,4 % de plus que la moyenne nationale. 4,7 % des habitants ont 80 ans ou plus.

### Villages
| Classement | Village     | Pop. village (2005) | Pop. district (2001) |
| ---------- | ----------- | ------------------- | -------------------- |
| 1          | Storebø     | 1032                | 1341                 |
| 2          | Bekkjarvik  | 355                 | 489                  |
| 3          | Kolbeinsvik |                     | 481                  |
| 4          | Vinnes      |                     | 378                  |
| 5          | Haukanes    |                     | 235                  |

### Îles habitées
| Classement | Île         | Population |
| ---------- | ----------- | ---------- |
| 1          | Huftarøy    | 2435       |
| 2          | Selbjørn    | 956        |
| 3          | Hundvåkøy   | 554        |
| 4          | Stolmen     | 206        |
| 5          | Storekalsøy | 167        |
| 6          | Møkster     | 65         |
| 7          | Litlekalsøy | 26         |
| 8          | Lunnøy      | 10         |

## Industrie
La pêche est l'industrie dominante à Austevoll, et ce depuis plusieurs siècles. Après des décennies de pêche intensive, le hareng, qui était le poisson le plus répandu, est venu à disparaître dans les années 1950. Cela a obligé les pêcheurs à réorganiser leurs bateaux de pêche. Dès les années 1960, on a commencé à construire de plus gros navires, et les pêcheurs se sont aventurés plus loin dans l'océan, à la recherche de nouvelles espèces de poissons. La surexploitation des ressources de hareng a aussi encouragé la recherche scientifique sur la pêche industrielle, ce qui a conduit à la création de l'Institut Norvégien de Recherche Marine (basé à Bergen).
Depuis le début des années 1980, des industries offshore ont fait leur apparition dans le sillage de l'industrie pétrolière norvégienne. La compagnie de transport maritime DOF, qui est enregistrée à la bourse d'Oslo, a ses bureaux à Storebø.

## Éducation
Il y a cinq écoles primaires et un collège à Austevoll. Tous sont gérés par la commune. Il y a également un lycée, dont l'enseignement est largement consacré à la pêche et aux matières nautiques. Celui-ci est placé sous l'autorité du comté.

## Moyens de communication
Austevoll dispose d'un ferry qui relie Hufthammar (pointe nord de Huftarøy) à Krokeide, Bergen et Húsavík, ainsi qu'à Sandvikvåg (commune de Fitjar) vers le sud. La commune est également reliée par bateaux express à Bergen vers le nord, et à Stord, Haugesund et Stavanger vers le sud.
Trois ponts relient respectivement les îles de Huftarøy et Selbjørn, Selbjørn et Stolmen, et Hundvåkøy et Storekalsøy entre elles. Un quatrième pont est en construction, qui reliera Huftarøy à Hundvåkøy. Ce pont, qui porte le nom de la commune (Austevollsbrua), symbolise le fait que les plus grandes îles de la commune d'Austevoll sont désormais reliées. L'ouverture du pont est prévue pour novembre 2007.
Tous les ferrys et les voies routières sont gérés par la compagnie de transports Tide.

## Personnalités
- Claus Lundekvam, joueur de football professionnel.